# Cerov Log
Cerov Log je naselje u slovenskoj Općini Šentjerneju. Cerov Log se nalazi u pokrajini Dolenjskoj i statističkoj regiji Donjoposavskoj regiji. 

## Stanovništvo
Prema popisu stanovništva iz 2002. godine naselje je imalo 205 stanovnika.